# BOSS Open 2024
BOSS Open 2024 — тенісний турнір, що проходив на трав'яних кортах у місті Штутгарт (Німеччина) з 10 по 16 червня. Належав до категорії ATP 250, був турніром серії Stuttgart Open 2024 року.

## Фінальна частина

### Одиночний розряд
Джек Дрейпер —  Маттео Берреттіні 3–6, 7–6(7–5), 6–4

### Парний розряд
Рафаель Матос /  Марсело Мело —  Джуліан Кеш /  Роберт Ґалловей 3–6, 6–3, [10–8]